# Hyposoter synchlorae
Hyposoter synchlorae är en stekelart som först beskrevs av William Harris Ashmead 1898.  Hyposoter synchlorae ingår i släktet Hyposoter och familjen brokparasitsteklar. Inga underarter finns listade i Catalogue of Life.